# Gyzylarbat
Gyzylarbat est une ville de Balkan (Turkménistan), nommée aussi Kizil-Arvat, Kyzyl-Arvat ou Serdar. La population est de 33 388 personnes selon un recensement fait en 1989. La ville se trouve au nord-ouest de la capitale du pays, Achgabat.

## Histoire
La ville de Gyzylarbat est proche de l'ancienne cité perse de Farava. Les habitants de la région était un peuple scythe, les Dahéens, qui vivaient à l'est de la mer Caspienne.
En 1881, une gare est construite dans la ville moderne sur la ligne de chemin de fer transcaspienne.
En juillet 1918, à la suite de la déclaration de loi martiale dans la capitale Achgabat, le commissaire V. Frolov, chef de la Tchéka de Tachkent, impose l'autorité du soviet de Tachkent sur la région et se rend à Serdar. Bien qu'il menace d'exécuter les cheminots organisateurs des grèves, ceux-ci s'arment contre son pouvoir. Il est tué avec certains de ses collaborateurs tandis que les autres sont désarmés. Cette action de force ouvre la voie à la formation du gouvernement transcaspien.